# فرودگاه برونوی‌سوند
فرودگاه برونوی‌سوند (به انگلیسی: Brønnøysund Airport, Brønnøy) یک فرودگاه همگانی با کد یاتا BNN است که یک باند فرود آسفالت دارد و طول باند آن ۱۲۰۰ متر است. این فرودگاه در شهر برونوی‌سوند کشور نروژ قرار دارد و در ارتفاع ۸ متری از سطح دریا واقع شده‌است.

## شرکت‌های هواپیمایی و مقصدهای پروازی
| شرکت‌های هواپیمایی     | مقصدهای پروازی                                                                        |
| --------------------- | ------------------------------------------------------------------------------------- |
| بریستوو هلی‌کوپترز     | Skarv                                                                                 |
| سی‌اچ‌سی هلی‌کوپتر سرویس | Norne                                                                                 |
| ویدروئه               | فلسلند برگن، بودو، گاردرموئن اسلو، مو ای رانا، ارویک، اریوم، سندنسیون، ورنس تروندهایم |